# Viola Pálová
Viola Pálová (* 18. dubna 1955) byla československá bezpartijní politička ze Slovenska, maďarské národnosti, a poslankyně Sněmovny národů Federálního shromáždění za normalizace.

## Biografie
K roku 1986 se profesně uvádí jako dojička. Ve volbách roku 1986 zasedla do slovenské části Sněmovny národů (volební obvod č. 97 – Šaľa, Západoslovenský kraj). Ve Federálním shromáždění setrvala do ledna 1990, kdy její poslanecký mandát zanikl v rámci procesu kooptací do Federálního shromáždění po sametové revoluci.